# Langhovde-Gletscher
Der Langhovde-Gletscher (japanisch ラングホブデ氷河 Langhovde-hyōga) ist ein Gletscher an der Prinz-Harald-Küste des ostantarktischen Königin-Maud-Lands. Er liegt auf der Ostseite der Hügelgruppe Langhovde und fließt in nördlicher Richtung zur Hovdebukta am Ostufer der Lützow-Holm-Bucht.
Luftaufnahme und Vermessungen einer von 1957 bis 1962 dauernden japanischen Antarktisexpedition dienten seiner Kartierung. Namensgebend ist die Nähe des Gletschers zur Hügelgruppe Langhovde.